# Tekla Oyj
Tekla Oyj är ett programvaruföretag som grundades i februari 1966 och som är specialiserat på program för 3D-modellering, 3D-CAD. Huvudkontoret ligger i Esbo, Finland, men företaget har kontor och samarbetspartners runtom i världen. Tekla Oyj fanns på Helsingforsbörsen från maj 2000 till februari 2012. Tekla är sedan  februari 2012 ett dotterbolag till Trimble Navigation Ltd..

## Namnet
Tekla är en förkortning av Teknillinen laskenta, vilket betyder teknisk databehandling.

## Programvaror
Tekla Structures, tidigare Xsteel (X som i X Window System, grunden för Unix grafiska användargränssnitt), är ett program för 3D-modellering och detaljering av stål- och betongkonstruktioner. Framtagning av ritningar är automatiserad. Likaså är framtagning av CNC-filer, styrfiler för armeringsbockning, filer för styrning av betongelementproduktion, filer för PLM-system etc.
Tekla BIMsight är ett gratis-program för granskning och hantering av 3D-modeller som stödjer olika filformat så som IFC, DWG och DGN, i vilket man kan kombinera ihop flera olika modeller till en stor komplett modell samt mäta och skriva kommentarer.
Tekla Solutions -programvaruutbudet består av kombinationer av program och tjänster avsedda för infrastruktur- och energibranschen. Programvaruutbudet riktas till energidistribution, offentlig förvaltning samt väg- och vattenförsörjning. Teklas kunder i energidistribution består av elnäts- och fjärrvärmeföretag, elnätbolagens driftcentraler och multiutility-företag; företag som arbetar med gasnät; samt av fiberoptiska nätoperatörer. Tekla Solutions för offentlig förvaltning riktas till organisationer som deltar i kommunala byggprocesser. Tekla Solutions för infrastrukturplanerare och vattenförsörjning riktas till kunder som arbetar med vägar, gator, järnvägar, broar, samt med vatten- och avloppsnät. I Sverige består den sista kategorin endast av Tekla Solutions för vattenverk.
Både Tekla Solutions och Tekla BIMsight lanserades i början av 2011. Tekla Solutions ersätter Teklas sista X-produkter.